# Scotogramma nevada
Scotogramma nevada är en fjärilsart som beskrevs av Barnes och Mcdunnough 1912. Scotogramma nevada ingår i släktet Scotogramma och familjen nattflyn. Inga underarter finns listade.